# Numerariusz
Numerariusz lub numeraria (kobieta) – członek Opus Dei żyjący w celibacie. Niektórzy z nich (w praktyce 20%) mogą zostać księżmi prałatury Opus Dei (seminarium Dzieła to Cavabianca). Nie składa on żadnych ślubów, ale zawiera z prałaturą umowę. 
Bezżenni mężczyźni lub niezamężne kobiety w pełni gotowi do prac apostolskich i formacji innych wiernych Prałatury Opus Dei. Zwykle mieszkają w ośrodkach Prałatury. Żyjący w celibacie, ze względów apostolskich, są też tzw. przyłączeni – mieszkają oni wraz ze swoją rodziną lub tam, gdzie wymagają tego okoliczności zawodowe.
Nazewnictwo stosowane w Opus Dei jest całkowicie świeckie. Nazwy numerariusz, numeraria, supernumerariusz i supernumeraria mają swe źródło w hiszpańskiej terminologii urzędniczej i akademickiej. 
Fragment książki Johna Allena „Opus Dei”:

Numerariusze i numerarie stanowiący około 20 procent ogółu są członkami, dla których Opus Dei stanowi najbliższą rodzinę – zobowiązali się do życia w celibacie i mieszkają w ośrodkach Opus Dei. Niektórych zatrudnia Opus Dei, ale większość pracuje zawodowo gdzieś na zewnątrz, we własnych specjalnościach, jako chirurdzy, prawnicy, pisarze czy dziennikarze telewizyjni. Zarobione pieniądze, jakie im zostają po zaspokojeniu osobistych potrzeb przeznaczają na wspieranie działalności Opus Dei. (Numerariusze w Stanach Zjednoczonych, którzy uzyskują przyzwoite dochody mają często kłopoty z urzędami podatkowymi, bo fiskusowi trudno uwierzyć, ze człowiek zarabiający, powiedzmy, 200 tysięcy dolarów, przeznacza sto pięćdziesiąt tysięcy na cele charytatywne. Numerariusze są więc częściej kontrolowani niż przeciętni podatnicy). Numerariusze i numerarie korzystają z intensywniejszej formacji duchowej i mają większą wiedzę teologiczną, więc powierza im się kierownicze stanowiska w Opus Dei. Dyrektorem ośrodka Opus Dei może być na przykład tylko numerariusz. Niektórych numerariuszy wysyła się do Rzymu, żeby studiowali teologię na Uniwersytecie Świętego Krzyża. Pewna kategoria numerariuszy, nazywanych inscripti, odpowiada za kształcenie i formację duchową innych członków Opus Dei. Numerariusze i numerarie odgrywają kluczową rolę w ekspansji geograficznej Opus Dei, bowiem otwarcie ośrodka w nowym kraju wymaga skierowania tam przynajmniej paru numerariuszy, którzy muszą najpierw znaleźć pracę, jeśli trzeba – nauczą się języka, potem zaczną wspierać nową placówkę finansowo i zainicjują szerszą działalność.

Numerarie pomocnicze poświęcają się zasadniczo pracom domowym w siedzibach ośrodków Prałatury. Jest to ich zwykła praca zawodowa.